# وادي الأبطال
وادي الأبطال بلدية تابعة لدائرة وادي الأبطال بولاية معسكر تقع بين معسكر وعين فراح يقطنها حوالي 40 000 نسمة كانت تسمى أثناء الإستعمار الفرنسي  يوسو لو ديك بالفرنسية [ uses le duk ]

## التسمية
سميت البلدية باسم واد الأبطال تخليدا لمعركة فرطاسة و التي دارت بين جيش باي وهران وجيش الدرقواي عام 1804م  والتي سقط بها أبرزقادة الجيش العثماني مثل :العلامة السيد الحاج أحمد ابن هطال التلمساني الراوي ,والعلامة الأديب أبو عبد الله السيد محمد الغزلاوي . وخلدت المعركة بالعديد من الأشعار

## جغرافيا

### تضاريس
تحتوي التضاريس على بعد ميلين من وادي الأبطال على اختلافات كبيرة في الارتفاع، حيث يبلغ الحد الأقصى لتغير الارتفاع 560 قدمًا ومتوسط الارتفاع فوق مستوى سطح البحر 900 قدم. في حدود 16 كيلومترا، هناك اختلافات كبيرة في الارتفاع (778 مترا). في حدود 80 كيلومترًا، توجد اختلافات كبيرة في الارتفاع (1342 مترًا).
المنطقة الواقعة ضمن دائرة نصف قطرها 3 كيلومترات من وادي الأبطال مغطاة بالنباتات المتناثرة (66%) والأراضي المزروعة (14%)، وداخل دائرة نصف قطرها 16 كيلومترًا بالنباتات المتناثرة (60%) والأراضي المزروعة (20%) وداخل نصف قطرها 80 كيلومترًا من الأراضي المزروعة (54%) والنباتات المتناثرة (24%)

### مناخ

#### تساقط
يستمر الموسم الأكثر رطوبة لمدة 8.4 شهرًا، من 17 سبتمبر إلى 29 مايو، مع احتمال أكبر من 14٪ لهطول الأمطار يوميًا. الشهر الذي يحتوي على أكبر عدد من أيام هطول الأمطار في وادي الأبطال هو شهر فبراير، بمتوسط 7.1 يومًا به ما لا يقل عن 1 ملم من الأمطار.
ويستمر الموسم الأكثر جفافًا لمدة 3.6 أشهر، من 29 مايو إلى 17 سبتمبر. أقل أيام هطول الأمطار في وادي الأبطال هي شهر يوليو، بمتوسط 0.9 يومًا بهطول 1 ملم على الأقل.
بالنسبة للأيام التي يكون فيها هطول الأمطار، نميز بين الأيام التي يكون فيها المطر فقط أو الثلج فقط أو خليط من الاثنين معًا. الشهر الأكثر هطولًا للأمطار فقط في وادي الأبطال هو فبراير، بمتوسط 7.1 أيام. بناءً على هذا التصنيف، فإن الشكل الأكثر شيوعًا لهطول الأمطار على مدار العام هو المطر فقط، مع احتمال بنسبة 25٪ أن يصل إلى ذروته في 14 فبراير.

#### حرارة
يستمر الموسم الحار لمدة 2.8 شهرًا، من 16 يونيو إلى 9 سبتمبر، مع متوسط درجة حرارة يومية قصوى تزيد عن 34 درجة مئوية. يوليو هو أكثر شهور السنة سخونة في وادي الأبطال، حيث يبلغ متوسط درجات الحرارة العظمى 38 درجة مئوية والصغرى 21 درجة مئوية.
يستمر الموسم البارد لمدة 4.0 أشهر، من 15 نوفمبر إلى 15 مارس، مع متوسط درجة حرارة يومية قصوى أقل من 20 درجة مئوية. أبرد شهور السنة في وادي الأبطال هو شهر يناير، حيث تبلغ درجات الحرارة المتوسطة 5 درجات مئوية والعظمى 16 درجة مئوية.

## تاريخ

### تاريخ قديم
كانت هذه المنطقة تسمى سابقاً "فرونتينسيس"Frontensis، وهو اسم يعود تاريخه إلى القرن الرابع 484 م، أي في العصر الروماني كجزء من موريتانيا القيصرية، وكان هذا الاسم يعني "مقر الأسقف" ثم مع مرور الوقت نطق هذا الاسم السكان الأصليون باسم "فورتاسا" وبقي حتى في العهد العثماني والاستعمار الفرنسي.

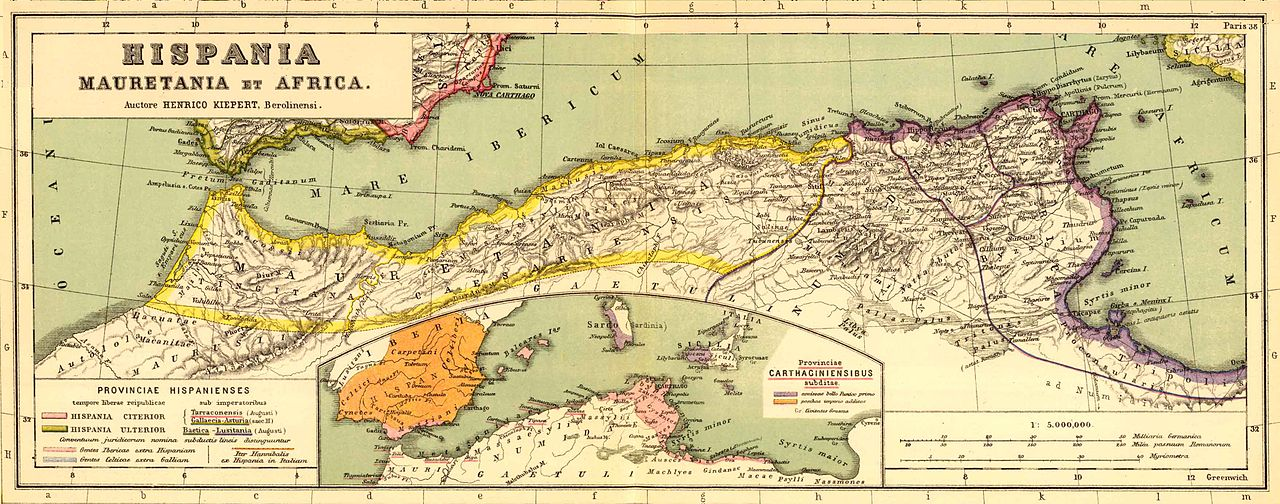
موريتانيا الطنجية

## المواصلات
- الطريق الوطني رقم 91
- الطريق الولائي رقم 35
- الطريق الولائي رقم 31
- خط سكة حديد غليزان وادي الأبطال متوقف

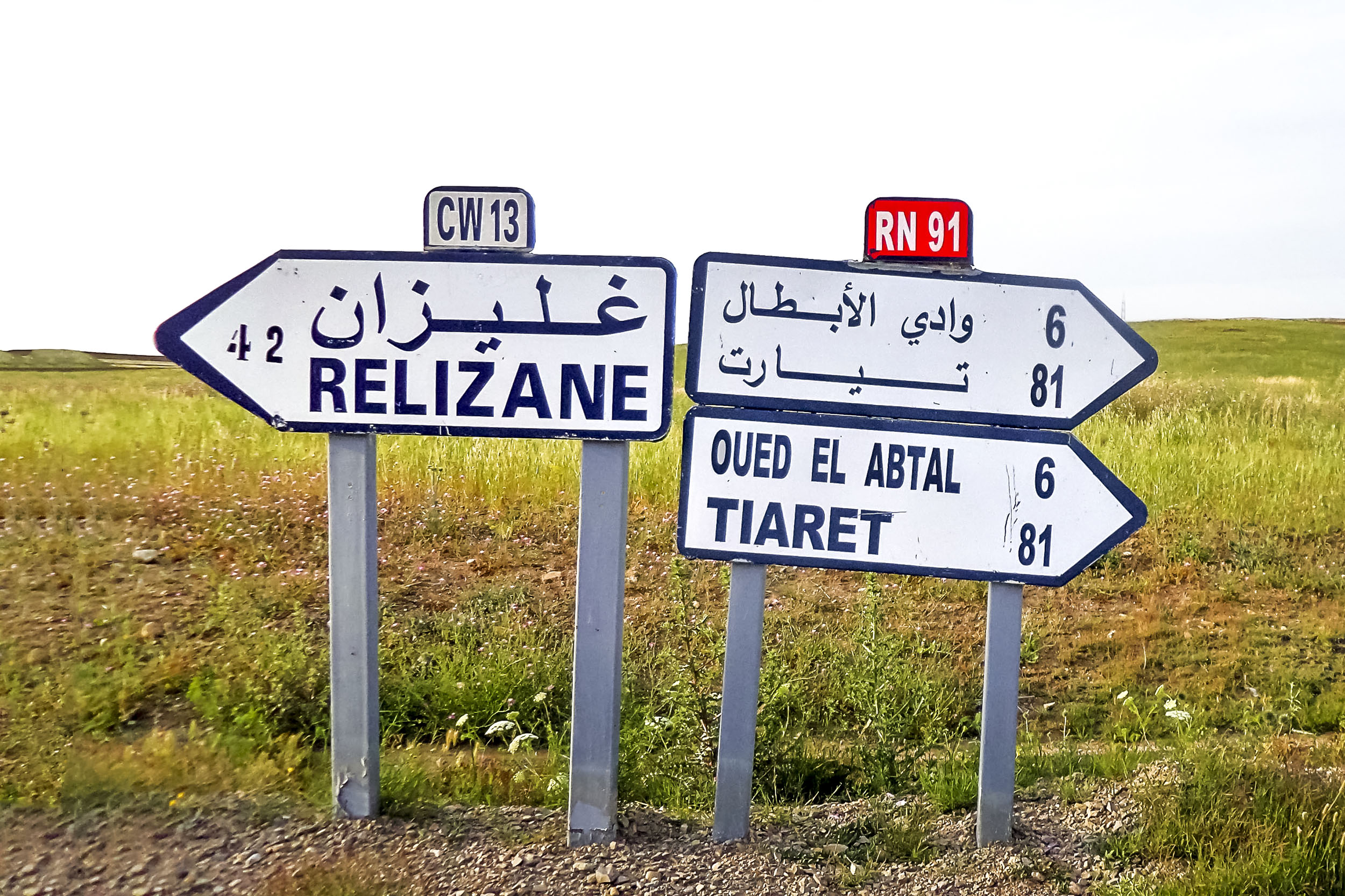
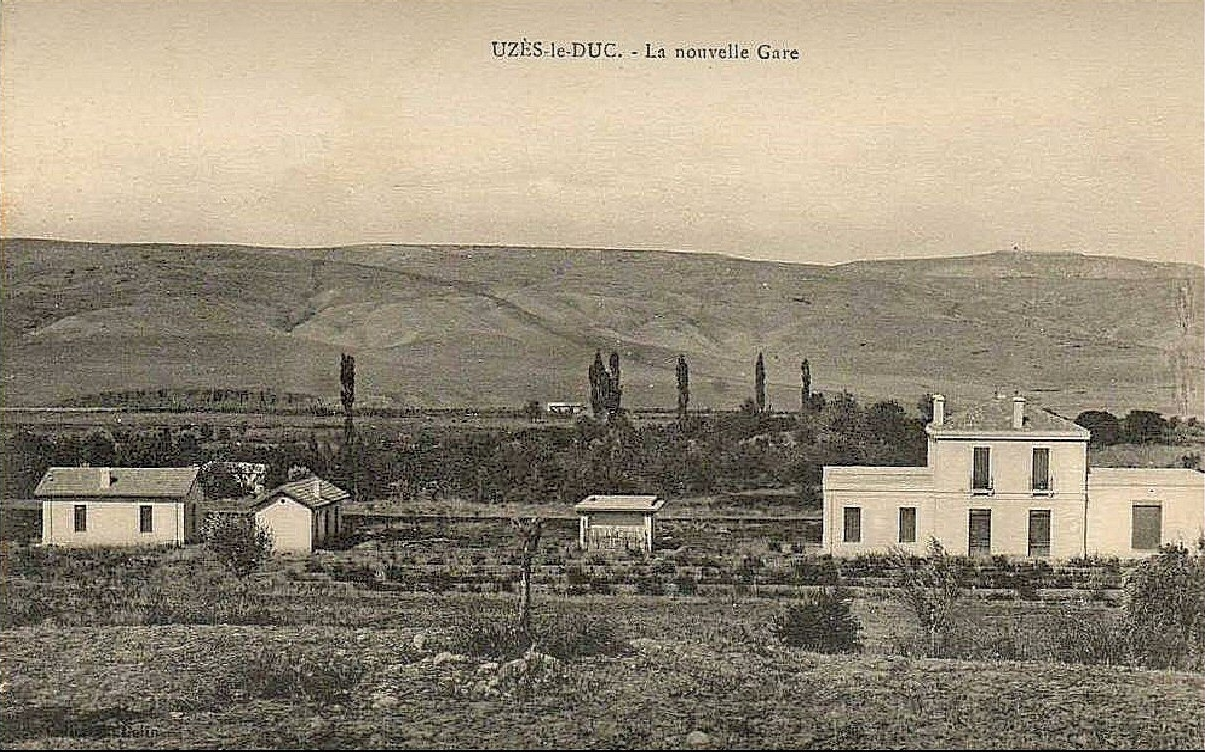

## منشآت

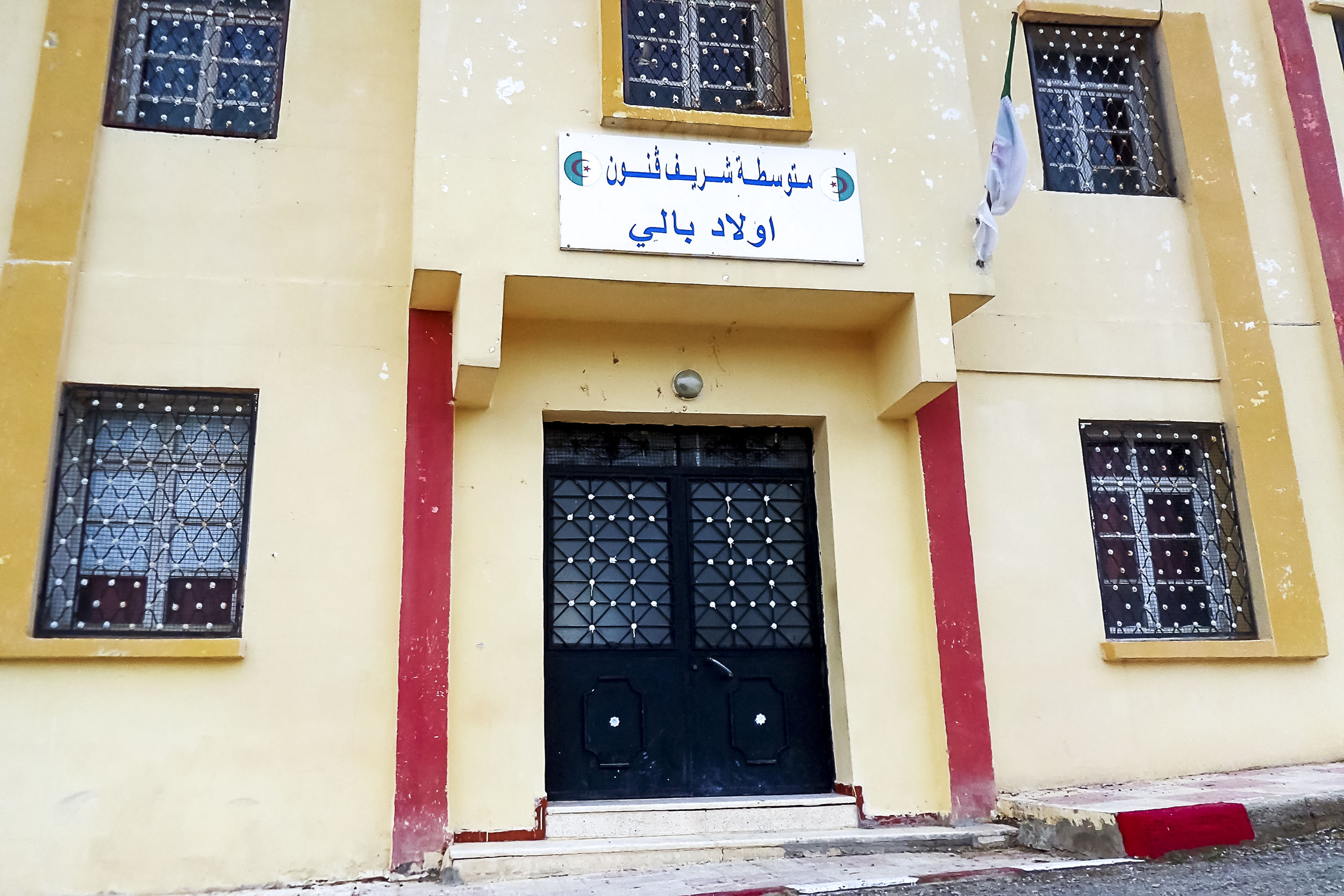
اولاد بالي متوسطة شريف قنون